# إرنست غلانفيل
إرنست غلانفيل (بالإنجليزية: Ernest Glanville)‏ (5 مايو 1855 - 6 سبتمبر 1925)؛ روائي جنوب أفريقي.